# جيمس تي بالدوين
جيمس تي بالدوين (بالإنجليزية: James Tennant Baldwin)‏ هو مصمم أمريكي، ولد في 1933، وتوفي في 5 مارس 2018.